# Фелиция Фарр
Фели́ция Фарр (англ. Felicia Farr; род. 4 октября 1932, Уэстчестер, Нью-Йорк) — американская актриса кино и телевидения, модель.

## Биография
Олайв Дайнс (настоящее имя актрисы) родилась 4 октября 1932 года в округе Уэстчестер (штат Нью-Йорк, США). Отца звали Макс Дайнс, мать — Сильвия (до замужества носила фамилию Шварц). Окончила старшую школу «Эразм Холл», потом училась в Университете штата Пенсильвания на социолога.
С 15 лет начала карьеру модели, демонстрируя на показах нижнее бельё. Несовершеннолетняя девушка в то время выглядела не по годам развитой, поэтому работодатель оформил её как 19-летнюю, чтобы избежать неприятностей с законом.
С 1954 года начала сниматься в телесериалах, с 1955 года — в кинофильмах, подписав контракт с Columbia Pictures и взяв псевдоним Фелиция Фарр (с 1949 года она, после брака, носила имя Олайв Фарр). Достаточно активно снималась в кино и на телевидении до 1975 года, затем были лишь разовые появления в трёх кинофильмах в 1986, 1992 и 2014 годах.

### Личная жизнь
Фелиция Фарр была замужем дважды:
1. Ли Фарр[англ.] (1927—2017), актёр кино и телевидения[3]. Брак заключён 2 сентября 1949 года (девушке было 17 лет)[2], 23 марта 1955 года последовал развод. От брака осталась дочь, Денайс, которая позднее стала четвёртой и последней женой актёра Дона Гордона[англ.][4].
2. Джек Леммон (1925—2001), актёр кино и телевидения[5]. Брак заключён 17 августа 1962 года и продолжался 39 лет до самой смерти мужа 27 июня 2001 года. От брака осталась дочь, Кортни, рождённая в 1966 году[6]. Также на протяжении этого брака являлась мачехой актёра Криса Леммона (род. 1954)[7].

## Избранная фильмография

### Широкий экран
- 1955 — Большой дом, США[англ.] / Big House, U.S.A. — Эмили Эванс[8]
- 1956 — План преступления / Time Table — Линда Бракер
- 1956 — Иувал[англ.] / Jubal — Наоми Хоктор
- 1956 — Первый техасец[англ.] / The First Texan — Кэтрин Делани
- 1956 — Последний фургон[англ.] / The Last Wagon — Дженни
- 1956 — Расправа![англ.] / Reprisal! — Кэтрин Кэнтрелл
- 1957 — В 3:10 на Юму / 3:10 to Yuma — Эмми
- 1958 — Лукоголовый[англ.] / Onionhead — Стелла Паппаронис
- 1960 — ? / Hell Bent for Leather — Джанет Гиффорд
- 1964 — Поцелуй меня, глупенький / Kiss Me, Stupid — Зельда
- 1966 — Венецианское дело[англ.] / The Venetian Affair — Клэр Коннор
- 1971 — Старикан[англ.] / Kotch — Уилма Котчер
- 1973 — Чарли Вэррик / Charley Varrick — Сибил Форт
- 1986 — Это жизнь! / That's Life! — мадам Кэрри

### Телевидение
- 1955 — Театр «У камина»[англ.] / Fireside Theatre — Мэри Эллен (в эпизоде Stephen and Publius Cyrus[англ.])
- 1956 — Театр Форда[англ.] / Ford Theatre — Глория Юинг (в эпизоде Model Wife)
- 1956, 1958 — Театр 90[англ.] / Playhouse 90 — разные роли (в 2 эпизодах)
- 1957 — Студия 57[англ.] / Studio 57 — Мэри Эллен (в эпизоде Stephen and Publius Syrus)
- 1960 — Театр Зейна Грея[англ.] / Dick Powell's Zane Grey Theatre — Кэсси МакКитрик (в эпизоде Wayfarers)
- 1960 — Театр «Уэстингхаус Десилу»[англ.] / Westinghouse Desilu Playhouse — Рут Винсент (в эпизоде Circle of Evil)
- 1960 — Шоу Дюпонта с Джун Эллисон[англ.] / The DuPont Show with June Allyson — Салли Андерсон (в эпизоде The Doctor and the Redhead)
- 1960 — Обнажённый город[англ.] / Naked City — Джун Уолдон (в эпизоде A Succession of Heartbeats)
- 1961 — Гонконг[англ.] / Hong Kong — Мэри (Мэдж) Томпсон (в эпизоде Double Jeopardy)
- 1961 — Караван повозок[англ.] / Wagon Train — Элинор Кулхейн (в эпизоде The Eleanor Culhane Story[англ.])
- 1962 — Бен Кейси / Ben Casey — Роуэна Дирксон (в эпизоде In the Name of Love, a Small Corruption[англ.])
- 1962 — Защитники / The Defenders — Милдред Янош (в эпизоде The Bigamist[англ.])
- 1963 — Бонанза / Bonanza — Мари ДеМариньи (в эпизоде Marie, My Love[англ.])
- 1964 — Альфред Хичкок представляет / Alfred Hitchcock Presents — Марсия Фаулер (в эпизоде Night Caller[англ.])
- 1964 — Правосудие Бёрка[англ.] / Burke's Law — Уитни Келли (в эпизоде Who Killed Avery Lord?[англ.])
- 1965 — Боб Хоуп представляет: Театр «Крайслер»[англ.] / Bob Hope Presents the Chrysler Theatre — Джеми (в 2 эпизодах)
- 1967 — Спасай свою жизнь[англ.] / Run for Your Life — Элайта Гринли (в эпизоде Fly by Night)
- 1970 — Требуется вор[англ.] / It Takes a Thief — Кори Лафтон (в эпизоде The Steal-Driving Man[англ.])
- 1975 — Гарри О.[англ.] / Harry O — Элизабет Карсон (в эпизоде Reflections)

### В роли самой себя
Гостья ток-шоу, участница телеигр и т. п.
- 1962 — Сегодня вечером с Джеком Паром[англ.] / Tonight Starring Jack Paar — в выпуске #5.165
- 1962 — Сегодня вечером / The Tonight Show — в выпуске #1.54
- 1968, 1971 — Голливудские квадраты[англ.] / Hollywood Squares — в 6 выпусках
- 1992 — Игрок / The Player